# Tzatziki

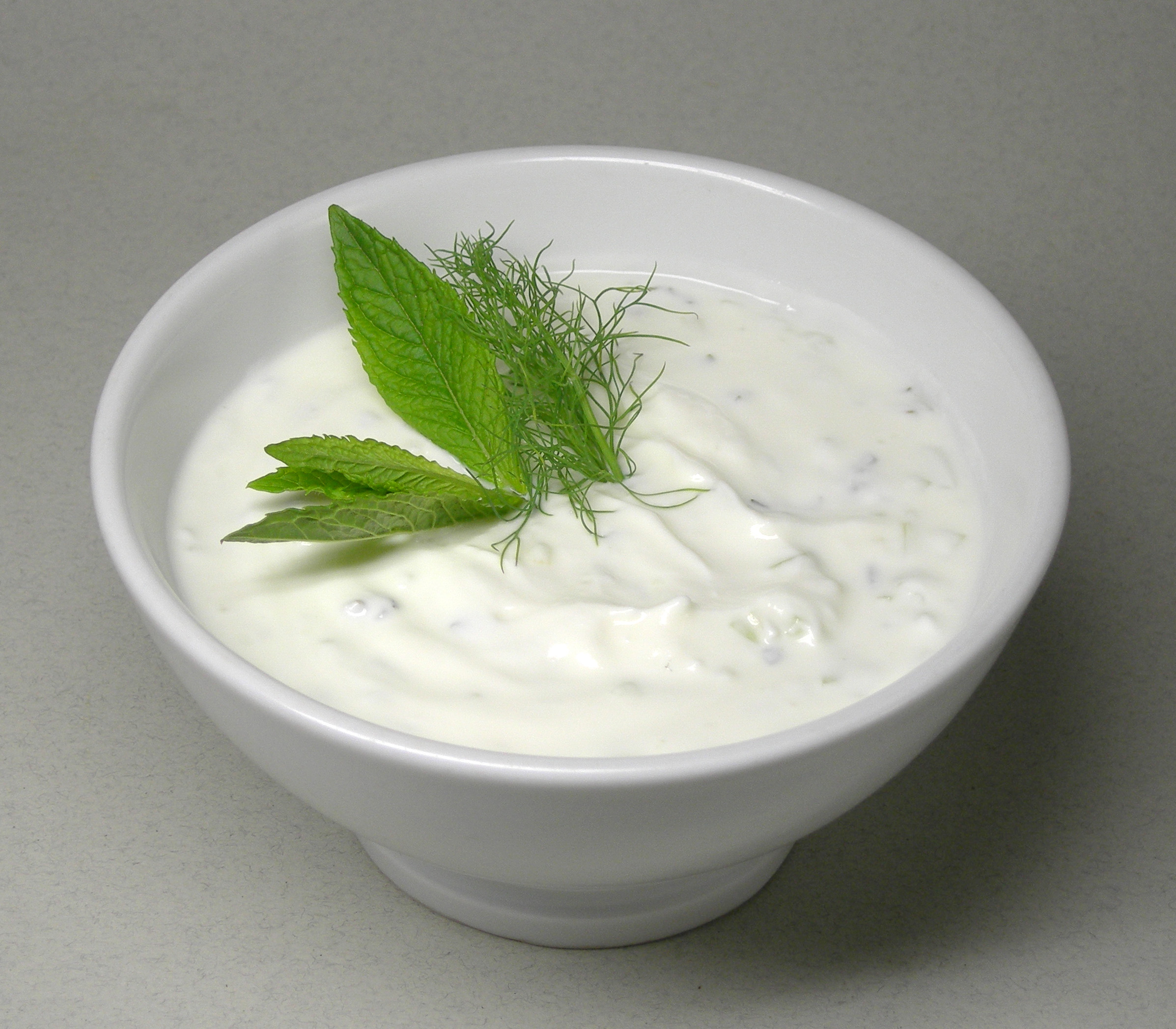
Tzatziki

Tzatziki (grekiska τζατζίκι, svenskt uttal [tsat'siːki] är en variant av kall vitlökssås som har sina rötter i det grekiska köket men är känd i olika delar av världen. Såsen serveras som förrätt eller används som sås till grillat kött (gyros) och fisk.

## Varianter
Tzatziki innehåller till exempel yoghurt, riven och avrunnen gurka samt vitlök. Olivolja, salt och peppar tillsätts ofta.
Ibland används också bladkryddor i tzatziki, såsom dill, persilja eller mynta.
Veganska versioner görs med sojayoghurt, havreyoghurt och kikärtsspad.
Under grekiska fastan, 40 dagar inför ortodoxa kyrkans påsk, ersätts yoghurten gärna med sesampasta eller tahini.

## Ursprung
Tzatziki är en grekisk sås, men har sitt ursprung i det osmanska riket och den indiska såsen raita. Grekerna gjorde sin egen version av raita, efter att perserna introducerat såsen i det osmanska riket, som på den tiden inkluderade Grekland.